# Онлайн-рекрутмент
Онлайн-рекрутмент (от англ. Online — на линии, на связи и англ. Recruitment — вербовка) — метод поиска работников с помощью интернет-ресурсов, используется для поиска и подбора персонала всех уровней и во всех секторах экономики. В качестве ресурсов-источников информации используются сайты трудоустройства, профессиональные тематические сайты, профессиональные форумы, социальные сети
.

## Сайты трудоустройства
Главная задача сайтов по трудоустройству — предоставить соискателю вакансии по разным специальностям и типам работ, размещение резюме и необходимых ссылок по трудоустройству. Для поиска работы с помощью сайтов трудоустройства не требуется специальных знаний и умений — принимать участие в процессе поиска работы может любой человек. Считается, что этот метод поиска работы неэффективен для специалистов низкой квалификации и персонала высшего звена (топ-менеджеров): первые не ищут работу с помощью интернет-ресурсов, а вторые не используют подобный метод поиска работы. Сайты по трудоустройству разделяют на сайты общей специализации и узкой специализации. Так, на специализированных ресурсах предоставляется информация о вакансиях и кандидатах исключительно одной сферы бизнеса, например, информационные технологии, юристы, специалисты по персоналу, финансисты.

## Профессиональные тематические сайты
Подобные сайты считаются полезным источником информирования о самых квалифицированных специалистах, которые являются экспертами, комментаторами или авторами определенных статей. Специалист по подбору персонала получает информацию о профессионале направления, которое его интересует, узнает о мероприятиях, а также получает возможность посетить подобное мероприятие и увеличить сеть профессиональных контактов с целью поиска и подбора специалистов. Профессиональные сайты, как правило, включают разделы по трудоустройству и форумы специалистов. Недостатком использования данного метода подбора персонала является выполнение множества работы, связанной с поиском фамилий специалистов.

## Профессиональныефорумы
Особенностью использования данного метода подбора персонала является возможность обратиться в целевую среду — к специалистам, которые пользуются профессиональными форумами для обмена информацией и опытом по специфической тематике.

## Социальные сети
Социальные сети предоставляют возможность ознакомиться с профилем (аналогом резюме) специалиста и напрямую обратиться к кандидату, написав ему письмо. Как их ещё называют, «визитницы» специалистов, дают возможность получать данные кандидатов, которые не находятся в активном поиске работы.